# Turismo en Libia

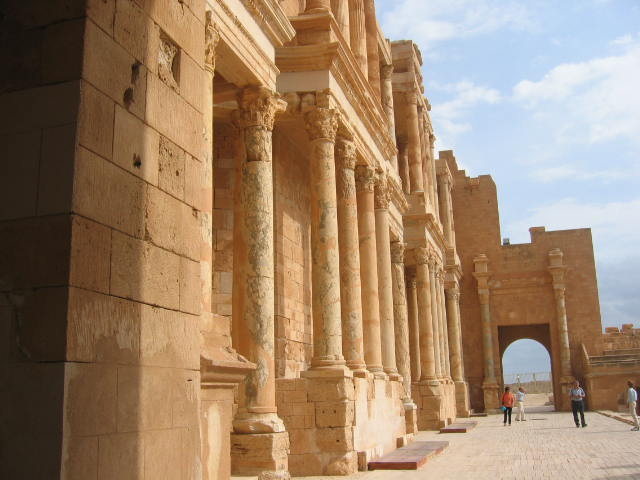
Un grupo de turistas en el teatro de Sabratha; una de las principales razones por las que se visita Libia es para ver su diversidad de sitios clásicos.

El Turismo en Libia es un sector todavía pequeño, pero que va creciendo gradualmente. 180.000 turistas visitaron Libia en el año 2007, contribuyendo menos del 1% al PIB del país; además, hubo 1.000.000 de visitantes al paso en el mismo año. El país es mayormente conocido por sus ruinas griegas y romanas y de los paisajes del desierto del Sahara. En este momento hay cerca de 13.000 habitaciones de hotel en Libia, una cifra que el gobierno espera que aumente a 50.000.

## Sitios arqueológicos
El turismo cultural es probablemente la mayor atracción de Libia como destino turístico. Hay cinco sitios declarados como Patrimonio de la Humanidad por la UNESCO en el país, tres de las cuales son las ruinas clásicas. Las ciudades romanas de Sabratha y Leptis Magna en el oeste de Libia y las ruinas griegas de Cirene en el Oriente son las grandes atracciones turísticas. Uno de los atractivos de sitios arqueológicos de Libia, es que no son tan intensamente poblados por los turistas, al igual que otros sitios antiguos en el norte de África y el sur de Europa.

## Sitios romanos

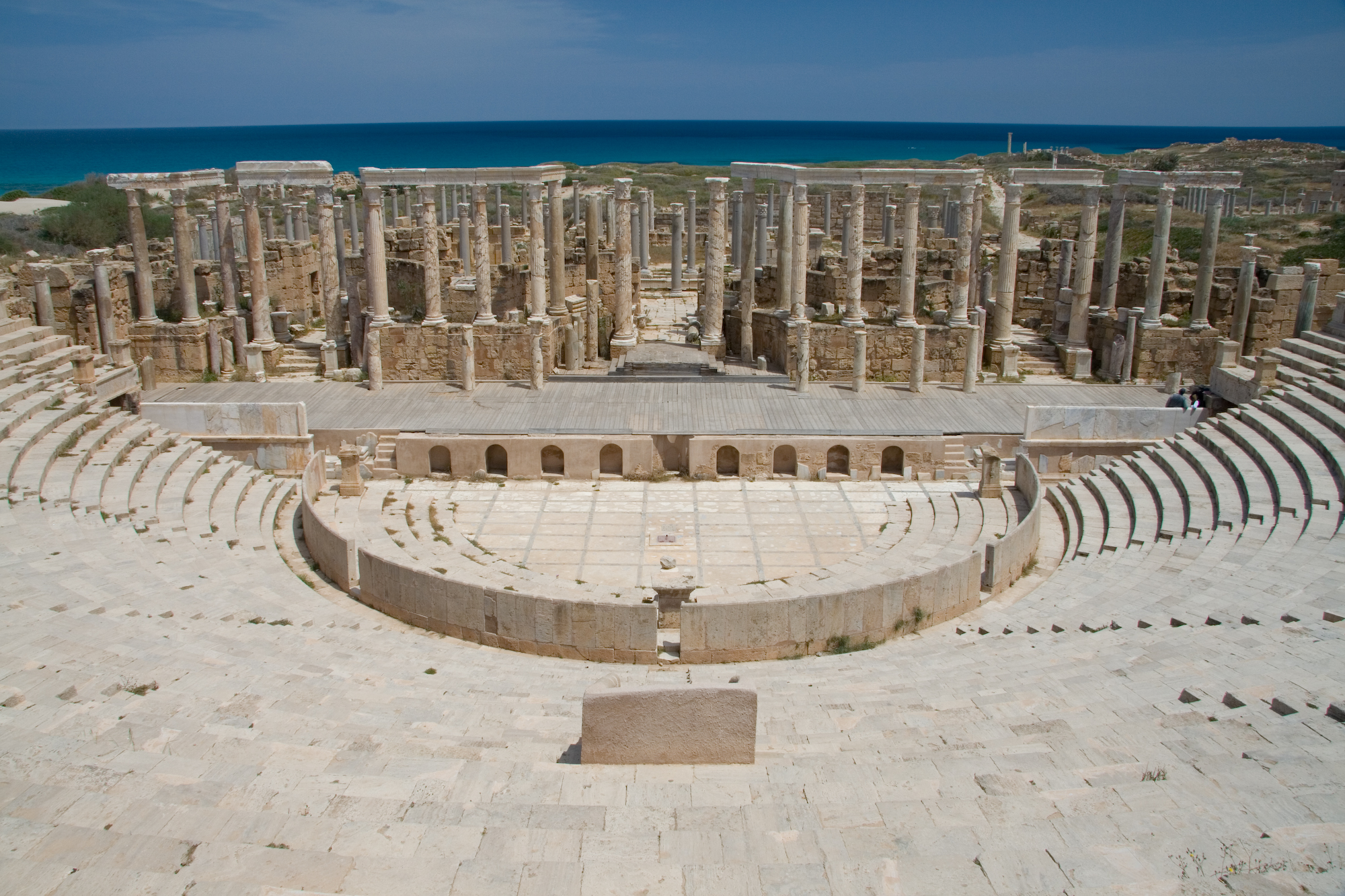
El teatro de Leptis Magna

La ciudad romana de Sabratha se encuentra 65 km (40 millas) al oeste de la capital Trípoli. El puerto se estableció como un puesto de comercio fenicio alrededor del año 500 a. C.. Más tarde pasó a formar parte del reino númida de Masinisa, antes de ser tomado por Roma y reconstruido durante el segundo y tercer siglo de nuestra era. La ciudad fue seriamente dañada por los terremotos en el siglo cuarto, y fue reconstruido de forma más modesta por los gobernadores bizantinos. Además del buen estado del teatro de fines del siglo tercero, el cual conserva su telón de fondo arquitectónico de tres pisos, Sabratha tiene templos dedicados a Liber Pater, Serapis e Isis. Existe una basílica cristiana de la época de Justiniano y los restos de algunos de los pisos de mosaico que enriquecieron las viviendas del África del Norte Romano; La villa Sileen, cerca de Al-Khoms, es un buen ejemplo. Los mosaicos se ven más claramente preservados en los baños, directamente cerca del mar, y en los pisos en blanco y negro de los baños del teatro. Hay un museo adyacente al sitio que contiene algunos artefactos excavados, mientras que otros se muestran en el Museo Nacional en Trípoli.
Leptis Magna es la mayor ciudad romana de Libia, y sus ruinas son algunas de las más completas y mejor conservadas del Mediterráneo. La ciudad es, sin lugar a dudas, la mayor atracción turística de Libia. Leptis Magna fue originalmente fundada por los fenicios en el siglo X AC. Sobrevivió a la colonización de Esparta, se convirtió en una púnica ciudad y, finalmente, fue parte de la nueva provincia romana de África en torno al año 23 AC. Como ciudad romana, prosperó, con personajes como el Emperador Septimio Severo como uno de sus grandes emperadores. La ciudad fue saqueada por una tribu bereber en el 523 DC, y luego abandonada y ganada por el desierto. A pesar de que proporcionó una fuente de materiales de construcción a varios saqueadores a lo largo de la historia, no hubo excavaciones hasta la década de 1920. Hoy, el sitio tiene muchos monumentos todavía intactos. El teatro es el mejor conservado, y tiene buenas vistas panorámicas de la ciudad desde sus zonas altas, además muchas estatuas y otros ornamentos siguen estando en él. Los Baños Adriánicos son otra gran atracción, y una de las piscinas, que mide 28 veces 15 metros, permanece intacto. Esta casa de baños fue una de las más grandes que jamás se construyó fuera de Roma. El circo, a casi un kilómetro de distancia desde el sitio principal, aún permanece parcialmente excavado, con 45.000 metros cuadrados, fue uno de los más grandes en todo el mundo romano. También es el único de su tipo en Libia, en la actualidad. El Museo de Leptis Magna contiene muchos artefactos excavados, así como los descubrimientos recientes, como cinco coloridos mosaicos creados durante los siglos primero o segundo AC.

## Trípoli

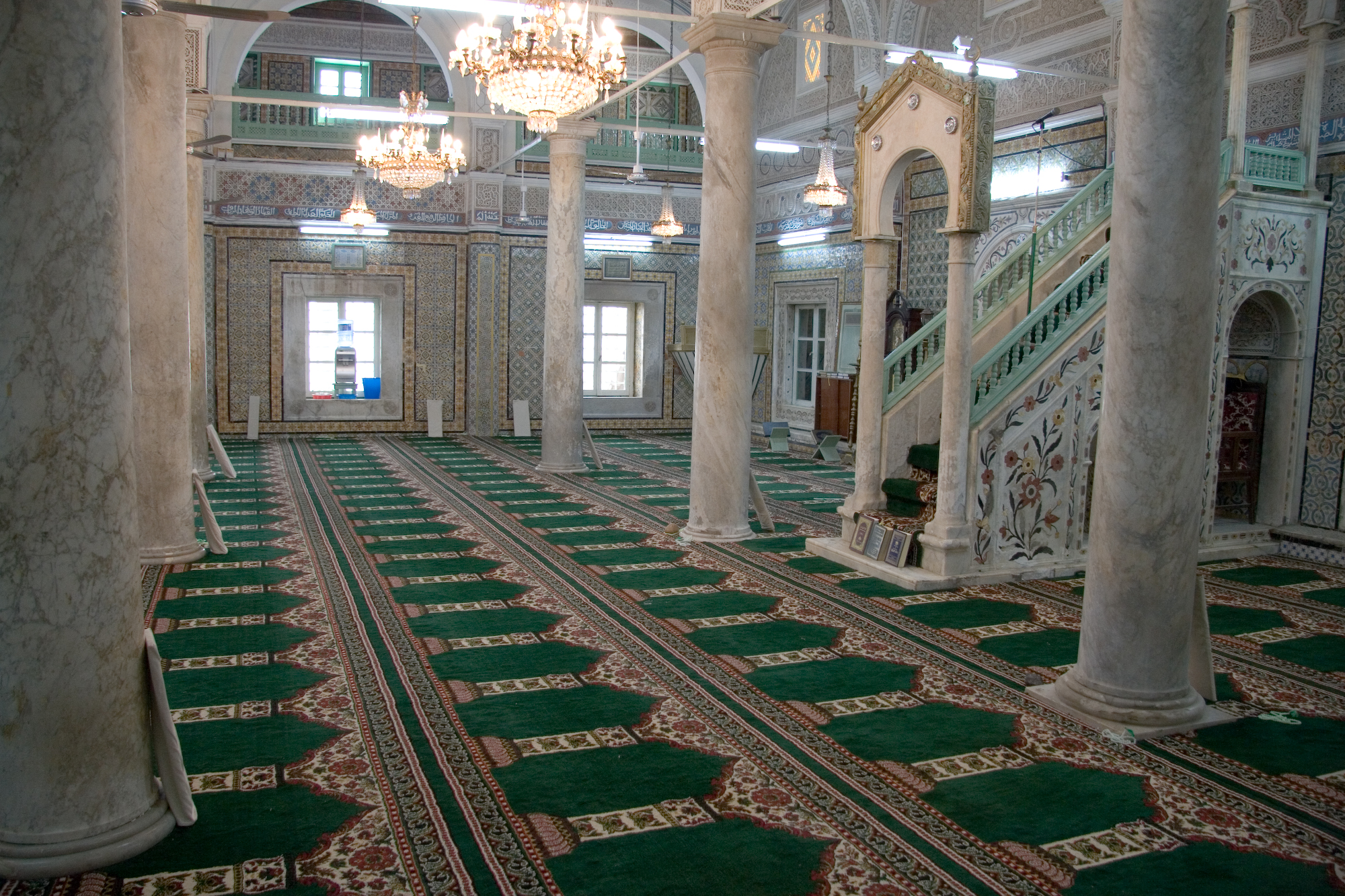
El interior de Gurgi Mosque en la Trípoli Medina.

Trípoli es la capital de facto de Libia y se conocía como la "Novia Blanca del Mediterráneo". A lo largo de la historia, la ciudad pasó de mano en mano muchas veces, y varias mezquitas históricas y otros sitios de la Medina dan fe de ello. Los períodos coloniales turcos e italianos dejaron una marca distintiva en la arquitectura de la ciudad. 
Sin duda, la característica más dominante de Trípoli es el Castillo Rojo, Assaraya al-Hamra, que se encuentra en el promontorio del norte con vistas a lo que solía ser el mar - una autopista ya con 500 metros de los terrenos ganados al mar. La gran estructura cuenta con un laberinto de patios, callejones y las casas construidas a lo largo de los siglos, con una superficie total de alrededor de 13.000 metros cuadrados. En el interior, hay pruebas de los partidos gobernantes: los turcos, Karamanlis, los españoles, Caballeros de Malta, italianos y otros varios que dejaron su huella en su arte y arquitectura. 
La entrada al Museo Jamahiriya está en la Plaza Verde, al lado del castillo. Estas instalaciones fueron construidas previa consulta con la UNESCO, bajo un costo enorme, y las exposiciones en su interior están dadas de manera cronológica, comenzando con la prehistoria y terminando con la Historia de la moderna Libia. Las partes más impresionantes son los mosaicos, estatuas y objetos de la antigüedad clásica, que conforman una de las mejores colecciones conservadas del Mediterráneo. 
La medina es el corazón de Trípoli y le ofrece las mejores oportunidades de hacer turismo y compras en la ciudad a los turistas. El trazado de las calles de la medina se estableció en la época romana cuando las paredes se construyeron como la protección contra ataques desde el interior de Tripolitania, y se consideran bien planeadas, posiblemente, mejor que los planes de la calle moderna. En el siglo octavo, se añadió un muro en el lado frente al mar de la ciudad. 
Tres puertas daban acceso al casco antiguo: Bab Zanata en el oeste, Bab Hawara, en el sureste y Bab Al-Bahr en la pared norte; las murallas de la ciudad aún se conservan hoy en día. El Bazar es también conocido por su cerámica tradicional; en los mercados locales se pueden encontrar joyería y ropa. La antigua ciudad amurallada también contiene prácticamente todas las mezquitas históricas de Trípoli, "kanes" (posadas), "hammams" y casas. Otras atracciones cercanas incluyen el zoo de la ciudad y muchas de las playas cercanas. 
Desde el aumento del turismo y la inmigración de empresarios extranjeros, se ha producido una mayor demanda de hoteles de la ciudad. Para atender a estas demandas crecientes, el hotel Corinthia Bab Africa, ubicado en el distrito central de negocios, fue construido en 2003 y es el hotel más grande de Libia. Otros grandes hoteles incluyen el Hotel Bab El Bahr y el Hotel Kabir, así como los demás.

## Desierto del Sahara

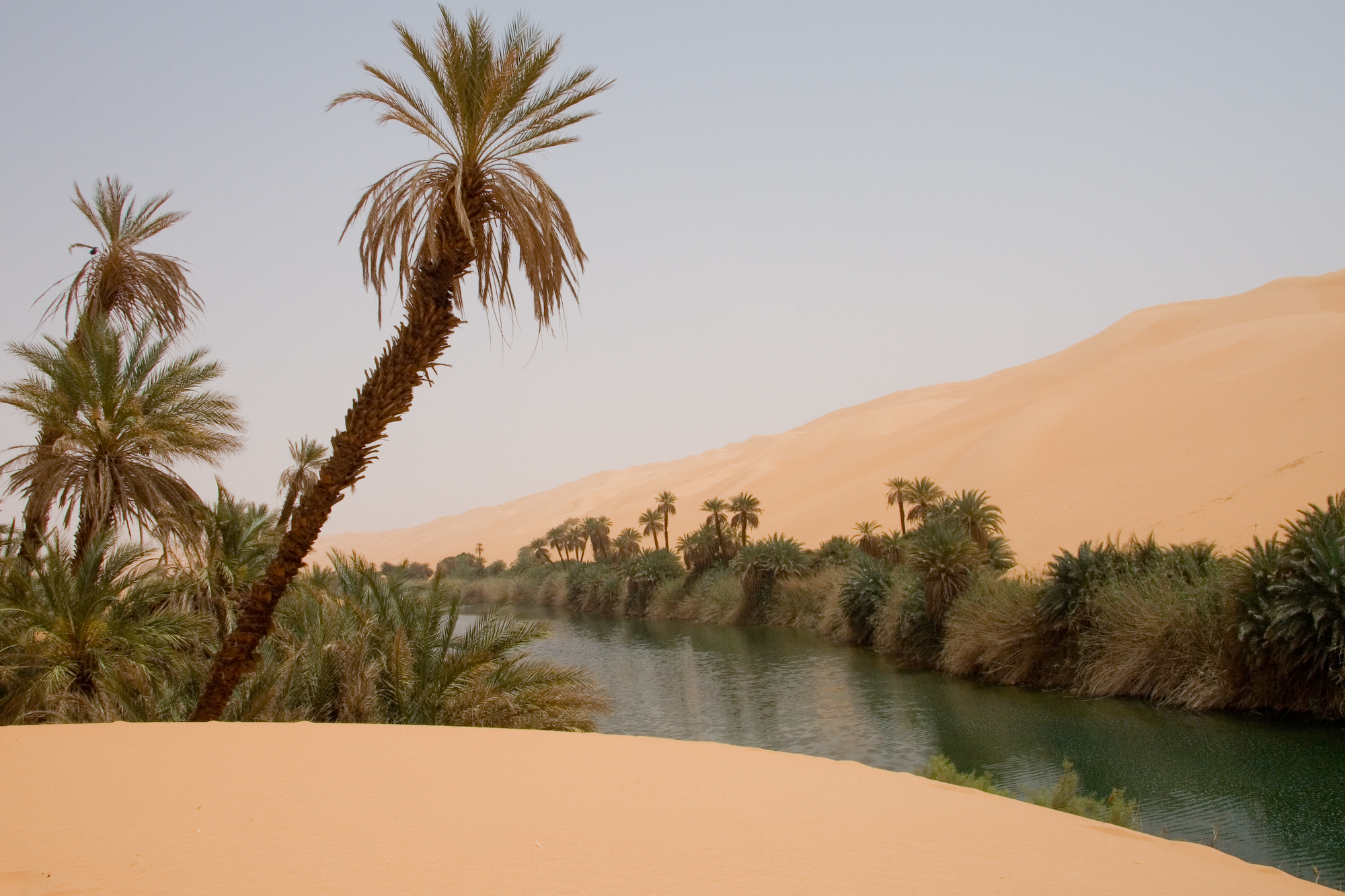
Un lago en Ubari, en el desierto libio.

El desierto del Sahara representa más del 90% de los territorios de Libia y es un recurso importante de Libia con numerosos lugares de atracción turística. Esto incluye arte histórico, agrícola, construcciones urbanas y viviendas en los oasis y lagos del desierto. Esta diversidad en los fenómenos turísticos del desierto da varias oportunidades para realizar espectáculos, actividades culturales y científicas para satisfacer el deseo del turista aventurero y deportista amateur al turista por los caminos del desierto. Por otra parte, la belleza natural distinguir el desierto de Libia y de su tranquilidad, el aislamiento y la simplicidad de la vida presente oportunidades fotográficas ilimitada.
Los oasis son considerados en general entre los hitos turísticos más importantes del desierto, los cuales se distinguen por su belleza natural. Los oasis están rodeadas de dunas de arena, y, a veces con lagos, lo que producen paisajes atractivos para el turista. Esto se suma a la riqueza de los oasis como de su patrimonio cultural y antiguas ciudades con estilo distinguido, ya que los oasis son las áreas verdes permanentes en el desierto. Los oasis más importantes de la zona son el oasis Ghadames, el Ghat, el Wadi Elhayat, el Wadi Eshati y el Jufra Kufra.
Las montañas del desierto y las colinas en el sur de Libia añaden otros aspectos estéticos a la belleza del desierto. Entre las zonas de montaña más importantes es el monte Akakus, ubicado en la parte suroeste del país, cerca de la frontera argelina, que se extiende al norte hasta el área Awinat, y al sur hasta el sur de Ghat, en paralelo de Wadi Tenzruft. Esta zona se caracteriza por los paisajes fascinantes, debido a las cavernas naturales. Se distingue también con sus rocas multicolores dando sus fronteras una hermosa vista.